# El renacido (novela)
El renacido (título original en inglés: The Revenant) es una novela de ficción histórica escrita por el autor estadounidense Michael Punke y publicada en el año 2002;  basada  a la vez en hechos de la vida real, el libro relata sobre las vivencias del cazador y explorador Hugh Glass en el territorio de Misuri en 1823. La edición en español fue publicado en 2015 cuando su adaptación cinematográfica estaba en vísperas de estrenarse. Se trata de la primera y única  novela que Punke ha escrito hasta la fecha.
La palabra «Revenant» es de origen francés que textualmente significa “regreso” pero en la mayor parte de Europa el término  es utilizado también para referirse a los fantasmas o muertos que vuelven de la tumba para atormentar a los vivos.

## Argumento
Hugh Glass es un experimentado cazador y explorador que guía a un grupo de tramperos pertenecientes a la compañía de pieles de Rocky Mountain encargado por  el  comerciante y militar Andrew Henry en los salvajes terrenos del Missuri, sin embargo, durante el trayecto sufre el ataque de una feroz osa grizzli que lo deja gravemente herido; sin ninguna  posibilidad de que sobreviva,  por lo que el comandante Henry ordena a dos de sus hombres (John Fitzgerald y Jim Bridger respectivamente) quedarse a cuidar de Glass hasta que éste fallezca y sepultarlo. Pero las cosas se complican cuando un grupo de indios arikaras (conocidos por su despiadada hostilidad hacia los blancos),  se encuentran rondado por el lugar provocando que Fitzgerald y Bridger huyan; abandonando a Glass a su suerte, por lo que él deberá sobrevivir a una dura y cruda odisea con el fin de buscar venganza en contra de los dos hombres que lo abandonaron.

## Personajes principales
- Hugh Glass: Es el protagonista de la historia quien tiene una gran habilidad en la caza y trampería,  por  lo que se une a la Compañía peletera de Rocky Mountain para guiar a un grupo de comerciantes de pieles, pero es atacado por un oso feroz que lo deja gravemente herido y tras ese ataque debe ser cuidado por sus compañeros John Fitzgerald y Jim Bridger quienes posteriormente lo abandonan, herido y solo debe sobrevivir con los pocos alimentos y recursos que tiene a su alcance para recuperarse y llegar al punto de civilización más cercano. En algunas partes del libro  se llega mencionar que Glass fue marinero, un renuente pirata con Jean Lafitte y también un pawnee honorario.
- John Fitzgerald: es el principal antagonista de la historia, es uno de los miembros de la Compañía peletera de Rocky Mountain que se encarga de cuidar de Glass, cuando éste se encuentra herido y posteriormente lo abandona robando todas sus pertenencias incluyendo sus armas (un fusil y un cuchillo). Es agresivo, astuto, egoísta, traicionero y problemático, el libro también menciona que Fitzgerald es un ladrón y ludópata que era constantemente perseguido por sus acreedores con la intención de asesinarlo por sus descarados engaños y que se unió a la compañía de Andrew Henry solamente con el fin de esconderse de sus enemigos y perderles el rastro. En la vida real se tiene poca información sobre la vida de este personaje.
- Jim Bridger: Es el miembro más joven de la Compañía peletera de Rocky Mountain, a diferencia de Fitzgerald, Bridger es tranquilo y honesto quien por cuestiones morales decide voluntariamente cuidar a Glass, pero su temor a ser atacado por los indios arikaras lo obliga a huir junto con su compañero, tiene una gran admiración por la exploración, así como también de escuchar anécdotas de grandes exploradores sobre los lugares, ciudades y civilizaciones que han conocido, que influenciaría profundamente al joven trampero de unirse a la compañía de pieles del capitán Henry.
- Andrew Henry: Es el encargado y fundador de la Compañía peletera de Rocky Mountain quien junto con el capitán William H. Ashley lanza una famosa convocatoria para reclutar a más cien hombres con el fin de emprender un peligroso viaje en el Misuri que está repleto de indios guerreros hostiles  pertenecientes a la tribu de los arikara,  por lo que el Capitán Henry debe cargar con la responsabilidad de liderar el viaje sin ningún contratiempo, sin embargo, cuando Glass es gravemente herido por un oso ordena a Fitzgerald y Bridger de quedarse y lidiar con la penosa tarea de cuidar a Glass con el fin de no retrasarse en la expedición para intercambiar las pieles  lo más pronto posible con la amistosa tribu india los Mandan y posteriormente venderlos a la navegación francesa de Saint Louis; antes de que la competencia rival lo haga, el  libro describe al personaje del capitán Henry como una persona débil e insegura, además de mediocre por sus fracasados intentos de triunfar en un negocio propio sin éxito alguno.

## Adaptación cinematográfica
El renacido fue adaptada al cine en el año 2015 por el director mexicano Alejandro González Iñárritu. El guion fue escrito por Mark L. Smith y el propio Iñárritu quienes adaptan de manera libre la obra homonina de Punke. Es producida por los estudios  New Regency Enterprises en coproducción con Anonymous Content y RatPac Entertainement,   siendo distribuida por la 20th Century Fox. La película es protagonizada por Leonardo DiCaprio en el papel de Hugh Glass, Tom Hardy como Jonh Fitzgerald, Domhnall Gleeson como Andrew Henry y Will Poulter como Jim Bridger. La  película tuvo un rotundo éxito y fue galardonada con varios premios cinematográficos  destacando sus 12 nominaciones al Óscar de las cuales  ganaría 3 estatuillas (Mejor director, Mejor actor protagónico y  Mejor fotografía).